# Мордвинов, Иван Александрович
Ива́н Алекса́ндрович Мордви́нов (до 1700—1734) — русский (московский) архитектор.

## Биография
Родился в Российской империи до 1700 года.
С 1714 года учился в Морской академии в Санкт-Петербурге. В 1718—1727 годах — пенсионер Петра I в Голландии. В 1727—1731 годах Мордвинов работал в Санкт-Петербурге и близлежащих местах — Стрельне, Петергофе, Екатерингофе, Ораниенбауме.
С 1731 года жил и работал в Москве, участвовал в строительстве Лефортовского и Анненгофского дворцов; руководил составлением первого точного геодезического плана Москвы, который после его смерти был завершён И. Ф. Мичуриным и впоследствии стал известен как «Мичуринский план» — «План императорского столичного города Москвы, сочинённый под смотрением архитектора Ивана Мичурина в 1739 году». В 1732—1733 годах Мордвинов руководил составлением описи повреждений и составлением сметы ремонта зданий Кремля. Также в Москве выстроил Каменные палаты на Питейном дворе у Каменного моста.
Умер в 1734 году в Москве.